# Ischnochiton yemenensis
Ischnochiton yemenensis är en blötdjursart som beskrevs av Van Belle och Wolfgang Wranik 1991. Ischnochiton yemenensis ingår i släktet Ischnochiton och familjen Ischnochitonidae. Inga underarter finns listade i Catalogue of Life.